# Noc z Ofelią (Holan)
Noc z Ofelią (cz. Noc s Ofélií) – poemat dialogowy czeskiego poety Vladimír Holana, stanowiący swego rodzaju puentę do poematu Noc z Hamletem. Utwór został opublikowany w 1973, a potem włączony do tomu dzieł zebranych poety pod tytułem Nokturnál. Jest napisany wierszem wolnym.

## Przekład
Na język polski utwór przełożył Józef Waczków. Przekład został opublikowany w polskim wyborze liryki Holana zatytułowanym Płacz symbolów z 1978.